# Kleiner Vogelfuß
Der Kleine Vogelfuß (Ornithopus perpusillus), auch Mäusewicke genannt, ist eine Pflanzenart aus der Gattung Ornithopus innerhalb der Familie der Hülsenfrüchtler (Fabaceae). Kennzeichnend sind seine an Vogelfüße erinnernden Hülsenfrüchte, die ihm seinen deutschsprachigen Trivialnamen Kleiner Vogelfuß verliehen.

## Beschreibung

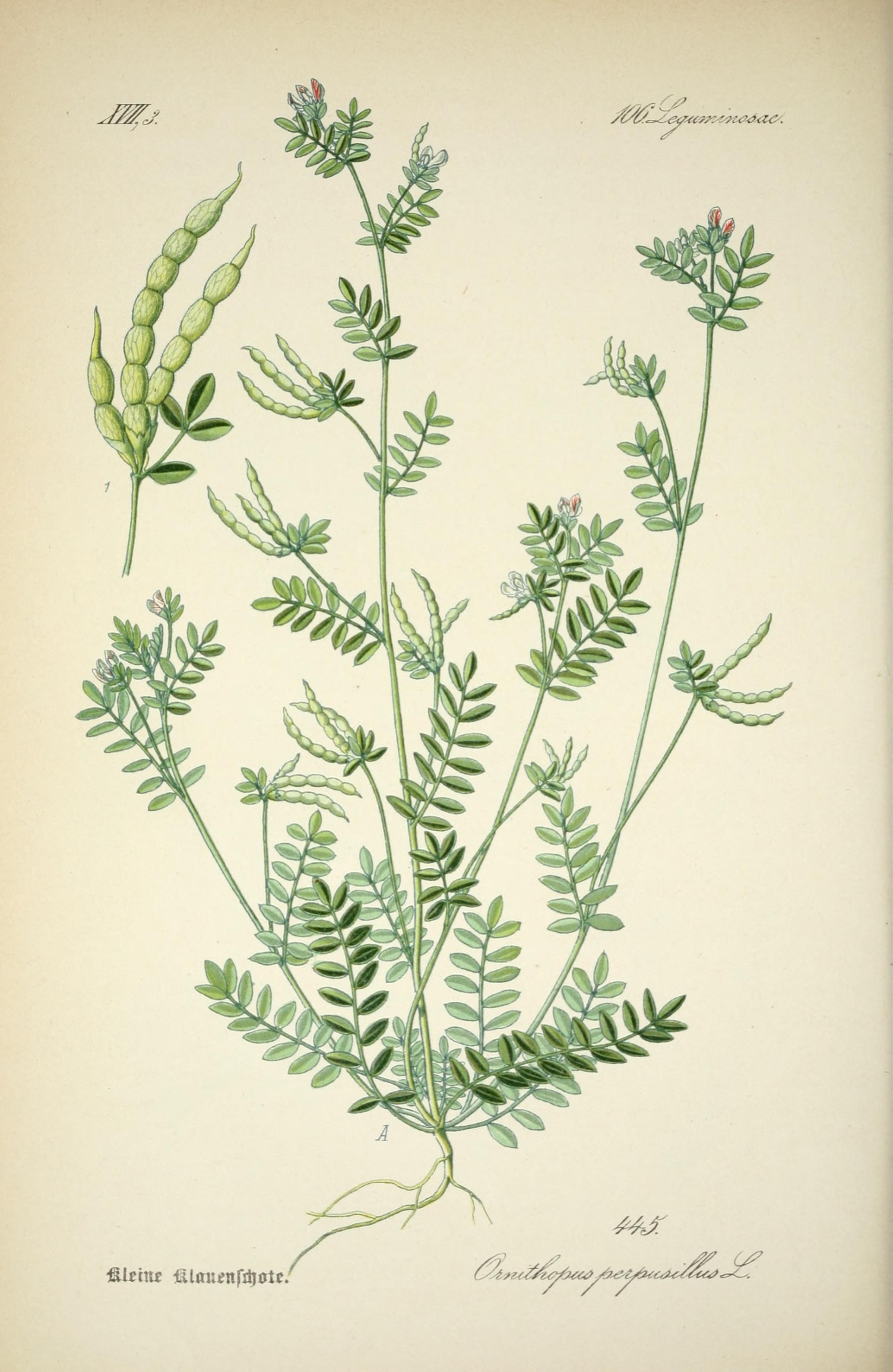
Illustration aus Prof. Dr. Thomé’s Flora von Deutschland, Österreich und der Schweiz, in Wort und Bild, für Schule und Haus; mit … Tafeln … von Walter Müller, 1888, Tafel 445

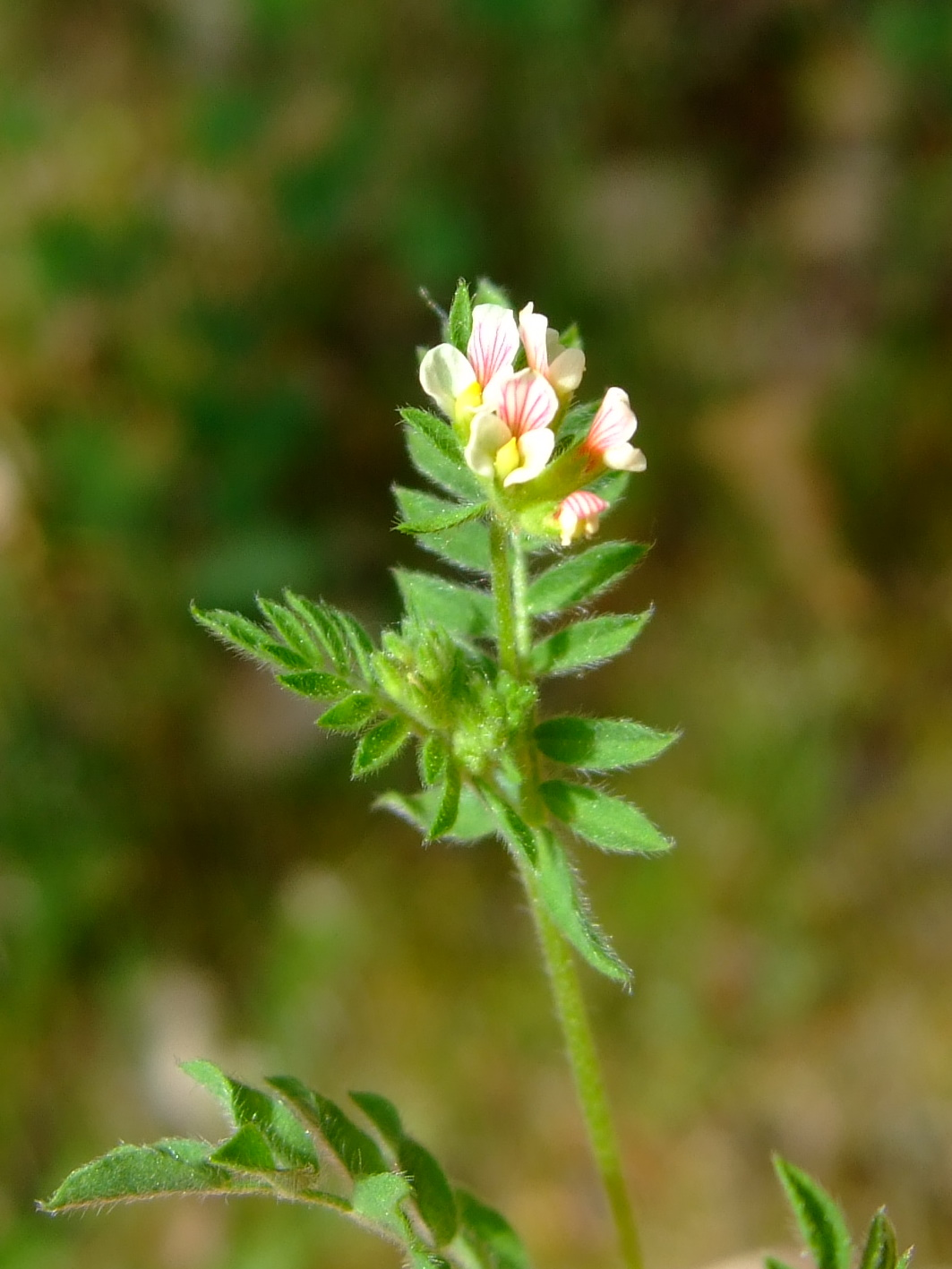
Kleiner Vogelfuß mit Blüten

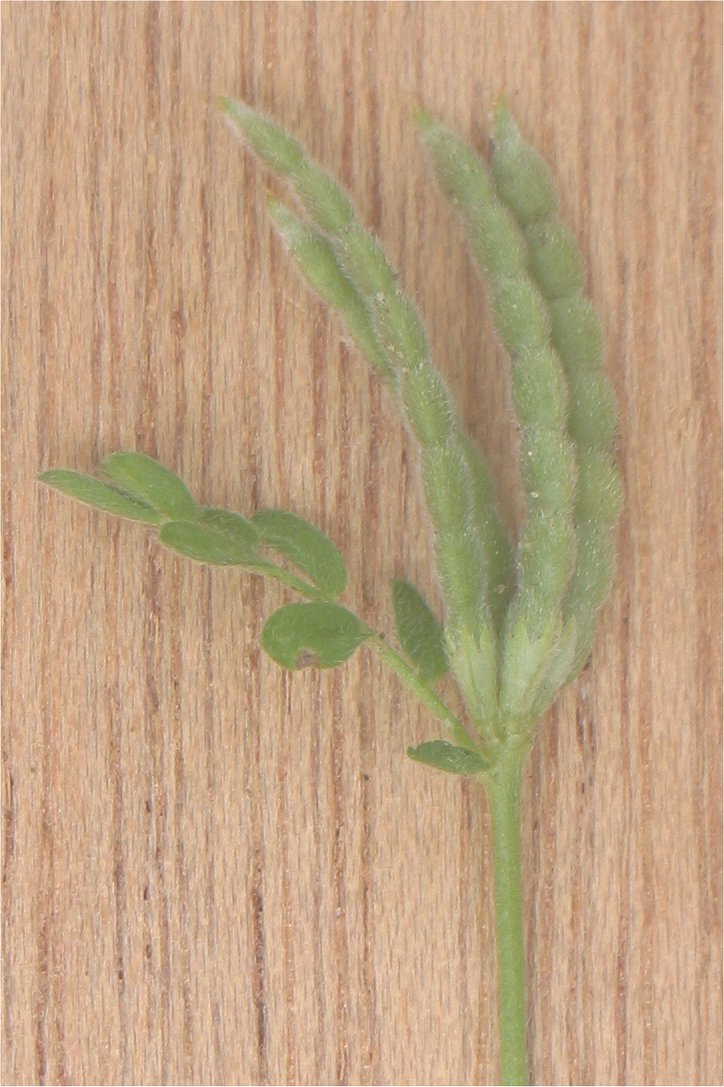
Gliederhülsen bzw. Bruchfrüchte

### Vegetative Merkmale
Der Kleine Vogelfuß wächst niederliegend bis aufsteigend und ist nur am Grunde verzweigt. Die ein- oder mehrjährige krautige Pflanze bildet daher oft kleine „Knäuel“. Die Stängel werden 5 bis 30 (bis 90) Zentimeter lang. Stängel und Blätter sind dicht mit weichen, abstehenden Haaren besetzt. Die unteren Blätter sind gestielt, die oberen sitzend. Die unpaarig gefiederten Blätter weisen 5 bis 15 Fiederpaare auf. Die Fiederblättchen sind bei einer Länge von 2 bis 5 Millimetern eiförmig oder elliptisch. Die Nebenblätter sind klein, lanzettlich und oft mit schwärzlichen Spitzen.

### Generative Merkmale
Die sehr kurz gestielten Blüten stehen in Dolden. Der Blütenstand ist lang gestielt. Das Hochblatt ist gefiedert. Die mit einer Länge von 3 bis 4 Millimetern relativ kleinen, zwittrigen Blüten sind Schmetterlingsblüten und fünfzählig mit doppelter Blütenhülle. Die weißlichen Blütenkronen weisen ein gelbliches Schiffchen und eine rotgestreifte Fahne auf, die etwa so lang wie das Hochblatt ist. Der Kelch ist röhrenförmig, seine Zähne sind eiförmig und lanzettlich und nur ein Drittel so lang wie die Kelchröhre. Die Fahne ist ausgerandet und wenig länger als die Flügel und das Schiffchen. Die Nägel der Kronblätter sind mit dem Kelch und den Staubblättern verwachsen.
Der Fruchtstand erscheint vogelfußartig. Die im Alter gebogene Hülsenfrucht ist gegliedert und netznervig. Sie ist 1 bis 2 Zentimeter lang und 1 bis 1,5 Millimeter breit. Der Griffelrest der Hülse ist etwa so lang wie das Endglied der Hülse.
Die Blütezeit ist Mai bis Juli, selten bis Oktober.
Die Chromosomenzahl beträgt 2n = 14.

## Ökologie
Der Kleine Vogelfuß ist eine einjährige (sommer- und winterannuelle) Pflanze mit einem niederliegenden Stängel als Anpassung an ihren leicht beweglichen, sandigen Standort. Wie die meisten Hülsenfrüchtler besitzt sie Wurzelknöllchen mit Luftstickstoff bindenden Bakterien.
Die Blüten sind kleine „Schmetterlingsblumen“. Es findet meist Selbstbestäubung statt. Die kleinen Blüten scheinen nur unter besonderen Bedingungen Nektar zu enthalten. Als Besucher wurden Grabwespen, Schwebfliegen und kleine Bienen- und Hummel-Arten beobachtet. Die Früchte sind gebogene Glieder- bzw. Bruchhülsen, die bei der Reife in vier bis sieben einsamige Teilfrüchte zerfallen.

## Vorkommen
Ornithopus perpusillus ist ein temperates und meridionales Florenelement Europas. Die Art kommt ursprünglich vor in Algerien, Portugal, Spanien, Frankreich, Großbritannien, Irland, Belgien, Luxemburg, den Niederlanden, Deutschland, Dänemark, Schweden, Italien, auf den Balearen, in Korsika, Sardinien, in der Schweiz, in Polen, Rumänien und auf den Azoren. In Deutschland ist er nur selten bis zerstreut zu finden.
Ornithopus perpusillus besiedelt vornehmlich karge Sand- und Silikattrocken- und Halbtrockenrasen. Er ist auch in relativ nährstoffarmen, kurzlebigen Unkrautfluren zu finden. Er besiedelt zwar auch Brachen, sandige Äcker, Wegränder und Kiefernwaldränder, kommt aber vor allem auf (Binnen-)Dünen vor. Er gilt als Kennart des pflanzensoziologischen Verbandes Thero-Airion und hat sein Hauptvorkommen im Digitario-Setarienion und Arnoseridenion.
Die ökologischen Zeigerwerte nach Landolt et al. 2010 sind in der Schweiz: Feuchtezahl F = 2 (mäßig trocken), Lichtzahl L = 3 (halbschattig), Reaktionszahl R = 2 (sauer), Temperaturzahl T = 4+ (warm-kollin), Nährstoffzahl N = 2 (nährstoffarm), Kontinentalitätszahl K = 1 (ozeanisch).

## Taxonomie
Der Kleine Vogelfuß wurde 1753 von Carl von Linné in Species Plantarum Band 2, Seite 743 als Ornithopus perpusillus erstbeschrieben.